# RC (野球)
RC(Runs Created)とは、野球において打者を評価する指標の一つ。メジャーリーグベースボールにおけるセイバーメトリクスの第一人者ビル・ジェームズにより考案された個人の得点能力を表す総合指標の一つ。

## 概要
過去に生まれた打率や本塁打などの指標はそれぞれ独立した指標であり、お互いを比較することが困難であった。打率を例にしてみると、安打と本塁打が同じ価値であったり、四球は投手の完全なるミスという理由で無価値とみなされるなど欠陥も多かった。RCはそんな古来の指標に変わる新たな指標として開発された。
当初は出塁率に塁打数を掛けるだけのシンプルな指標だったが、盗塁や犠打、犠飛などの要素を加えたり、実際の得点から逆算して係数を求めるなど常に得点との相関性を高める改良が加えられ、さまざまなバリエーションが存在する。また、これをさらに改良したものがXRである。
チームの全打者のRCを合計すると、シーズン中のチームの総得点とほぼ一致するように式が作られている。

### RC
RCは何度か改良が加えられたが、この指標の基本は（出塁能力A × 進塁能力B）/ 出塁機会Cを基に構成されている。

A = 安打 + 四球 + 死球 - 盗塁死 - 併殺打 

B = 塁打 + 0.26 ×（四球 + 死球） + 0.53 ×（犠飛 + 犠打） + 0.64 × 盗塁 - 0.03 × 三振 

C = 打数 + 四球 + 死球 + 犠飛 + 犠打 

{\displaystyle RC=\left({\frac {(A+2.4C)\;(B+3C)}{9C}}\right)-0.9C}
同じ得点との相関を示したOPSなどより難解な計算方法となっているが、OPSの欠陥として指摘されていた走塁能力（盗塁）を考慮したため、より正確な得点能力を算出できるようになった。これによってリードオフマンとパワーヒッターなどの全くタイプ・役割の違う選手同士を平等に比較できるようになった。

RCはチームの他選手や打順に左右される打点や得点を補正する点では優れているが、その性質上打席が多いほど大きくなる傾向があり、打席数の大きく異なる選手を比較することには向いていない。そのため、RCを応用し打席数を均等化した指標としてRC27が使われることがある。

### RC27
RC27(Runs Created per 27 outs)はRCを元にある特定の選手1人で構成された打線で試合を行った場合、27アウト（9イニング×3アウト=1試合）で平均何点とれるかを算出した指標。

この数値が大きいほど、その選手の総合的な得点能力が優れているとされる。 

ただし、欠陥として場合によってはマイナス値になることがある。

TO = 打数 - 安打 + 犠打 + 犠飛 + 盗塁死 + 併殺打 

{\displaystyle RC27={\frac {27RC}{TO}}}

### RCAA (RC+)
平均的な打者と比較して増やしたRCをRCAA (Runs Created Above Average)、あるいはRC+と呼ぶ。

PA = 打席数
lg = リーグ全体

{\displaystyle RCAA=RC-\left({\frac {lgRC}{lgPA}}\right)\times PA}

### RCWIN
RCAAを勝利数に変換したものをRCWINと呼ぶ。RCAAは単位がRC (≒得点)だが、リーグやシーズンによって1点の価値は必ずしも等しくない。平均得点が異なるリーグでは1勝あたりの平均得点(失点)も異なるため、得点の価値に差が出てしまう。そこで1勝あたりに必要な得点を表すRuns Per Win (RPW)を導入し、RCAAを勝利数に変換することで異なる時代やリーグ間での比較が可能となる。

RPW = 10×√{(リーグ得点＋リーグ失点)/リーグ投球回}

{\displaystyle RCWIN={\frac {RCAA}{RPW}}}

## NPB記録

### シーズンRC27
| 順位 | 選手名                       | 所属球団(記録当時)     | RC27  | 記録年 |
| ---- | ---------------------------- | ---------------------- | ----- | ------ |
| 1    | 王貞治                       | 読売ジャイアンツ       | 14.98 | 1974年 |
| 2    | 王貞治                       | 読売ジャイアンツ       | 14.02 | 1973年 |
| 3    | ランディ・バース             | 阪神タイガース         | 13.87 | 1986年 |
| 4    | アレックス・カブレラ         | 西武ライオンズ         | 13.15 | 2002年 |
| 5    | 王貞治                       | 読売ジャイアンツ       | 13.00 | 1966年 |
| 6    | 落合博満                     | ロッテオリオンズ       | 12.94 | 1985年 |
| 7    | 落合博満                     | ロッテオリオンズ       | 12.84 | 1986年 |
| 8    | 王貞治                       | 読売ジャイアンツ       | 12.64 | 1967年 |
| 9    | 王貞治                       | 読売ジャイアンツ       | 12.63 | 1968年 |
| 10   | 王貞治                       | 読売ジャイアンツ       | 12.52 | 1976年 |
| 11   | 松中信彦                     | 福岡ダイエーホークス   | 12.43 | 2004年 |
| 12   | 王貞治                       | 読売ジャイアンツ       | 12.12 | 1969年 |
| 13   | 王貞治                       | 読売ジャイアンツ       | 12.08 | 1965年 |
| 14   | 王貞治                       | 読売ジャイアンツ       | 12.07 | 1970年 |
| 15   | ウラディミール・バレンティン | 東京ヤクルトスワローズ | 12.06 | 2013年 |
| 16   | 張本勲                       | 東映フライヤーズ       | 11.97 | 1970年 |
| 17   | 大下弘                       | 東急フライヤーズ       | 11.92 | 1951年 |
| 18   | 松井秀喜                     | 読売ジャイアンツ       | 11.79 | 2002年 |
| 19   | 落合博満                     | 中日ドラゴンズ         | 11.69 | 1991年 |
| 20   | 王貞治                       | 読売ジャイアンツ       | 11.68 | 1977年 |

- 記録は2020年シーズン終了時

### 通算RCWIN
| 順位 | 選手名         | RCWIN  |
| ---- | -------------- | ------ |
| 1    | 王貞治         | 142.22 |
| 2    | 張本勲         | 84.98  |
| 3    | 長嶋茂雄       | 76.15  |
| 4    | 落合博満       | 62.59  |
| 5    | 野村克也       | 61.00  |
| 6    | 門田博光       | 53.43  |
| 7    | 榎本喜八       | 52.60  |
| 8    | 山本浩二       | 51.02  |
| 9    | 金本知憲       | 47.68  |
| 10   | 小笠原道大     | 45.64  |
| 11   | 清原和博       | 44.39  |
| 12   | 福本豊         | 42.49  |
| 13   | 江藤慎一       | 42.36  |
| 14   | 松井秀喜       | 41.68  |
| 15   | タフィ・ローズ | 41.48  |
| 16   | 松中信彦       | 40.05  |
| 17   | 中西太         | 40.00  |
| 18   | 豊田泰光       | 38.76  |
| 19   | 藤村富美男     | 38.72  |
| 20   | 加藤秀司       | 38.60  |

- 1955年以降の選手対象（1954年以前の成績は概算値となるため）
- 1954年から規定打席に到達し、キャリアのほとんどにおいて十分な記録が得られている選手として山内一弘がおり、概算値を含めた場合は65.68となり歴代4位に位置する。また同様に概算値を含めた場合、野村と門田に挟まれて川上哲治が58.34となり7位に入る。
- 記録は2020年シーズン終了時

### シーズンRCWIN
| 順位 | 選手名           | 所属球団(記録当時) | RCWIN | 記録年 |
| ---- | ---------------- | ------------------ | ----- | ------ |
| 1    | 王貞治           | 読売ジャイアンツ   | 10.98 | 1973年 |
| 2    | 王貞治           | 読売ジャイアンツ   | 9.72  | 1966年 |
| 3    | 王貞治           | 読売ジャイアンツ   | 9.65  | 1965年 |
| 4    | 王貞治           | 読売ジャイアンツ   | 9.48  | 1970年 |
| 5    | 王貞治           | 読売ジャイアンツ   | 9.13  | 1964年 |
| 6    | 王貞治           | 読売ジャイアンツ   | 9.03  | 1968年 |
| 7    | 王貞治           | 読売ジャイアンツ   | 9.02  | 1974年 |
| 8    | 王貞治           | 読売ジャイアンツ   | 8.95  | 1965年 |
| 9    | 王貞治           | 読売ジャイアンツ   | 8.88  | 1967年 |
| 10   | ランディ・バース | 阪神タイガース     | 8.83  | 1986年 |

- 記録は2020年シーズン終了時

## メジャーリーグベースボール

### 通算記録
| 順位 | 選手名                 | RC   |
| ---- | ---------------------- | ---- |
| 1    | バリー・ボンズ         | 2892 |
| 2    | ベーブ・ルース         | 2718 |
| 3    | スタン・ミュージアル   | 2552 |
| 4    | ハンク・アーロン       | 2549 |
| 5    | タイ・カッブ           | 2513 |
| 6    | テッド・ウィリアムズ   | 2393 |
| 7    | ウィリー・メイズ       | 2370 |
| 8    | アルバート・プホルス   | 2298 |
| 9    | アレックス・ロドリゲス | 2274 |
| 10   | ルー・ゲーリッグ       | 2232 |

| 順位 | 選手名                   | RC   |
| ---- | ------------------------ | ---- |
| 11   | ピート・ローズ           | 2219 |
| 12   | リッキー・ヘンダーソン   | 2164 |
| 13   | トリス・スピーカー       | 2152 |
| 14   | カール・ヤストレムスキー | 2145 |
| 15   | ジミー・フォックス       | 2129 |
| 16   | フランク・ロビンソン     | 2128 |
| 17   | メル・オット             | 2062 |
| 18   | ミッキー・マントル       | 2047 |
| 19   | ロジャース・ホーンスビー | 2042 |
| 20   | ラファエル・パルメイロ   | 2040 |

- 記録は2024年シーズン終了時点[2]

### 個人シーズン記録
| 順位 | 選手名                   | 所属球団                         | RC  | 記録年 | 備考           |
| ---- | ------------------------ | -------------------------------- | --- | ------ | -------------- |
| 1    | バリー・ボンズ           | サンフランシスコ・ジャイアンツ   | 230 | 2001年 | [ 3 ]          |
| 2    | ベーブ・ルース           | ニューヨーク・ヤンキース         | 229 | 1921年 | ア・リーグ記録 |
| 3    | ベーブ・ルース           | ニューヨーク・ヤンキース         | 209 | 1923年 |                |
| 4    | バリー・ボンズ           | サンフランシスコ・ジャイアンツ   | 208 | 2002年 |                |
| 5    | ルー・ゲーリッグ         | ニューヨーク・ヤンキース         | 207 | 1927年 |                |
| 6    | バリー・ボンズ           | サンフランシスコ・ジャイアンツ   | 203 | 2004年 | [ 5 ]          |
| 7    | ロジャース・ホーンスビー | セントルイス・カージナルス       | 202 | 1922年 | 右打者記録     |
| 7    | ジミー・フォックス       | フィラデルフィア・アスレチックス | 202 | 1932年 | 右打者記録     |
| 9    | ベーブ・ルース           | ニューヨーク・ヤンキース         | 201 | 1927年 |                |
| 10   | ベーブ・ルース           | ニューヨーク・ヤンキース         | 200 | 1920年 |                |

- 両打者記録はミッキー・マントル（ニューヨーク・ヤンキース、1956年）のRC188
- 記録は2024年シーズン終了時点[6]